# Old Weston
Pour les articles homonymes, voir Weston.
Old Weston est un village et une paroisse civile du Cambridgeshire, en Angleterre. Administrativement, il relève du district du Huntingdonshire.

## Démographie
Au recensement de 2011, la paroisse civile d'Old Weston comptait 250 habitants.